# پارکینگ (فیلم ۲۰۰۸)
«پارکینگ» (انگلیسی: Parking (2008 film)) یک فیلم است.

## داستان
در روز مادر در تایپه ، چن مو (چانگ چن) با آرزوی بهبود رابطه اش با همسرش (گوئی لون-می) قرار شام تدارک میبیند و او که در حال خرید کیک در راه بازگشت به خانه است ، یک ماشین در کنار ماشین او پارک می کند و او نمیتواند خارج شود و چن مو به دنبال صاحب ماشین می گردد که ...